# Драган Кобиљски
Драган Кобиљски (Београд, 9. август 1971) је српски професионални одбојкашки тренер и бивши играч.

## Играчка каријера
На позицији средњег блокера, Кобиљски је професионалну каријеру започео 1994. Током играчких дана играо је за Партизан, Будућност и др.. Повукао се као играч 2008.

## Тренерска каријера
Након пензионисања 2008., Кобиљски се придружио клубу Борац Старчево као тренер. После једне сезоне Партизан га је додао у свој стручни штаб као помоћног тренера за сезону 2009/10.
Кобиљски је 26. маја 2010. додат као помоћни тренер словеначког тима АЦХ Волеј под водством Игора Колаковића. Растао се са АЦХ Волејем 2012.
20. маја 2014. Црвена звезда је ангажовала Кобиљског за новог тренера. Црвена звезда се са њим растала 25. фебруара 2019.
29. јануара 2020. придружио се као тренер клуба Раднички Крагујевац. Раднички се са њим разишао 22. новембра 2021. У септембру 2022. румунски Залау ангажовао је Кобиљског за новог тренера. Након тога провео је једну сезону у букурештанском Рапиду, да би се у лето 2024. вратио у матични Партизан где је такође провео само једну сезону. Уследио је повратак у љубљански АЦХ Волеј где ће опет бити помоћник Игору Колаковићу.

## Тренерска каријера репрезентације
Од 2011. до 2013. Кобиљски је био помоћни тренер одбојкашке репрезентације Катара.
Кобиљски је 2016. именован за помоћног селектора репрезентације Србије Николе Грбића. Освојио је златну медаљу на ФИВБ Светској лиги у одбојци 2016. у Кракову.
Кобиљски је 13. марта 2017. именован за помоћног селектора иранске одбојкашке репрезентације. Освојио је две златне медаље, на Азијским играма 2018. у Индонезији и на Азијском првенству у одбојци 2019. у Ирану, као и бронзану медаљу на ФИВБ Светском купу великих шампиона за мушкарце 2017. у Јапану.
Кобиљски је у априлу 2022. именован за помоћног селектора репрезентације Србије.

## Лични живот
Његова 13-годишња ћерка Ема Кобиљски убијена је у пуцњави у ООШ „Владислав Рибникар” 3. маја 2023. заједно са још 8 ученика и чуваром. Тренер хрватске Младости Ратко Периш посветио је титулу првака Хрватске ћерки Кобиљског, након што је његов тим освојио Хрватску 1А одбојкашку лигу за сезону 2022/23.

## Трофеји (као играч)

### Партизан
- Првенство СФР Југославије (1) : 1990/91.
- Куп СФР Југославије (1) : 1990/91.

### Будућност
- Првенство СР Југославије (1) : 2001/02.

### Тулуз Волеј
- Друга лига Француске (1) : 2004/05.

## Трофеји (као помоћни тренер)

### АЦХ Волеј Љубљана
- Првенство Словеније (2) : 2010/11, 2011/12.
- Куп Словеније (2) : 2010/11, 2011/12.
- Средњоевропска лига (1) : 2010/11.

### Србија
- Светска лига (1) : 2016.

### Иран
- Првенство Азије (1) : 2019.
- Азијске игре (1) : 2018.
- Светски куп шампиона (1) : бронза 2017.

## Трофеји (као тренер)

### Црвена звезда
- Првенство Србије (2) : 2014/15, 2015/16.
- Куп Србије (1) : 2015/16.
- Суперкуп Србије (2) : 2014, 2016.

### Рапид Букурешт
- Куп Румуније (1) : 2023/24.